# روبرت لانغ (لاعب هوكي الجليد)
روبرت لانغ (بالتشيكية: Robert Lang)‏ هو لاعب هوكي الجليد تشيكي، ولد في 19 ديسمبر 1970 في تبليتسه في التشيك.

## وصلات خارجية
- روبرت لانغ على موقع دوري الهوكي الوطني (الإنجليزية)
- روبرت لانغ على موقع إي إس بي إن.كوم (أن.إتش.أل) (الإنجليزية)
- روبرت لانغ على موقع EliteProspects.com (الإنجليزية)
- روبرت لانغ على موقع Eurohockey.com (الإنجليزية)
- روبرت لانغ على موقع HockeyDB.com (الإنجليزية)
- روبرت لانغ على موقع Hockey-Reference.com (الإنجليزية)
- روبرت لانغ على موقع أوليمبيديا (الإنجليزية)
- روبرت لانغ على موقع اللجنة الأولمبية التشيكية (التشيكية)